# Кендрю, Джон Коудери
Сэр Джон Коудери Кендрю (англ. Sir John Cowdery Kendrew; 24 марта 1917, Оксфорд, Англия — 23 августа 1997, Кембридж, Англия) — английский биохимик, специалист в области молекулярной биологии.
Член Лондонского королевского общества (1960), иностранный член Национальной академии наук США (1972).

## Биография
Джон Коудери Кендрю родился 24 марта 1917 года в городе Оксфорде.
Окончил Кембриджский университет (1939), в котором с 1946 года работал над полной расшифровкой строения белковых молекул методом рентгеноструктурного анализа.
В 1962 году он стал лауреатом Нобелевской премии по химии (совместно с Максом Фердинандом Перуцем).
В 1965 году за свой значительный вклад в науку учёный был награждён Королевской медалью Лондонского королевского общества.
В 1992 году подписал «Предупреждение человечеству».
Сэр Джон Коудери Кендрю умер 23 августа 1997 года в городе Кембридже.

## Основные работы
В 1957 году впервые определил пространственное расположение полипептидных цепей в молекуле белка миоглобина.
В 1959 году установил его детальное строение, подтвердив наличие в нём α-спиралей, предсказанных в 1951 году Лайнусом Полингом.
Основатель и главный редактор «Journal of Molecular Biology».